# Чаган (езеро)
Чага́н (наричано още Балапа́н) е езеро в Източноказахстанска област, Казахстан, създадено в резултат от ядрения тест „Чаган“ на 15 януари 1965 г. Взривът е бил със селскостопанска цел – да се създаде изкуствен водоем, който да се напълни с водите на река Чаганка (приток на Иртиш). Водата на атомното езеро е радиоактивна и с обем от приблизително 100 000 m3. Южният ръб на кратера е граница на втори водоем.

## История
Сутринта на 15 януари 1965 г., на дълбочина 178 m под земята, в сухото корито на река Чаганка е възпроизведен ядрен взрив. Взривът от 140 килотонната бомба създава кратер с диаметър 408 m и дълбочина от 100 m. Веднага след това до южния ръб на кратера се образува езеро. Река Чаганка е пренасочена с канал така, че да запълни новосъздадения кратер. Няколко години по-късно на левия бряг на реката е построен пост за контрол на нивата на водата в резервоарите. Двата резервоара съществуват и до днес в същата си форма и осигуряват вода за говедата в околността.